# Agrotis nivalis
Agrotis nivalis är en fjärilsart som beskrevs av Felder 1874. Agrotis nivalis ingår i släktet Agrotis och familjen nattflyn. Inga underarter finns listade i Catalogue of Life.